# Kwon Soon-hyung
Đây là một tên người Triều Tiên, họ là Kwon.
Kwon Soon-Hyung (tiếng Hàn: 권순형, sinh ngày 16 tháng 6 năm 1986) là một cầu thủ bóng đá Hàn Quốc hiện tại thi đấu cho Jeju United.
Anh được triệu tập vào Đội tuyển bóng đá U-23 quốc gia Hàn Quốc ngày 16 tháng 7 năm 2008, nhưng không thi đấu trọn vẹn trong một trận đấu chính thức nào.
Vào 18 tháng 11 năm 2008, Kwon là một tong 16 cầu thủ ưu tiên, gia nhập Gangwon FC. He played first pro league game in Incheon, tháng 4 5, 2009, but team was defeated by Incheon United.
Sau khi hết hợp đồng với Gangwon, Kwon gia nhập Jeju United ngày 14 tháng 12 năm 2011.

## Thống kê sự nghiệp câu lạc bộ
Tính đến 14 tháng 12 năm 2011
| Thành tích câu lạc bộ | Thành tích câu lạc bộ | Thành tích câu lạc bộ | Giải vô địch | Giải vô địch | Cúp     | Cúp       | Cúp Liên đoàn | Cúp Liên đoàn | Tổng cộng | Tổng cộng |
| Mùa giải              | Câu lạc bộ            | Giải vô địch          | Số trận      | Bàn thắng    | Số trận | Bàn thắng | Số trận       | Bàn thắng     | Số trận   | Bàn thắng |
| Hàn Quốc              | Hàn Quốc              | Hàn Quốc              | Giải vô địch | Giải vô địch | Cúp KFA | Cúp KFA   | Cúp Liên đoàn | Cúp Liên đoàn | Tổng cộng | Tổng cộng |
| --------------------- | --------------------- | --------------------- | ------------ | ------------ | ------- | --------- | ------------- | ------------- | --------- | --------- |
| 2009                  | Gangwon FC            | K League 1            | 15           | 0            | 2       | 0         | 3             | 0             | 20        | 0         |
| 2010                  | Gangwon FC            | K League 1            | 22           | 1            | 0       | 0         | 4             | 0             | 26        | 1         |
| 2011                  | Gangwon FC            | K League 1            | 22           | 0            | 3       | 0         | 3             | 1             | 28        | 1         |
| 2012                  | Jeju United           | K League 1            |              |              |         |           |               |               |           |           |
| Tổng cộng sự nghiệp   | Tổng cộng sự nghiệp   | Tổng cộng sự nghiệp   | 59           | 1            | 5       | 0         | 10            | 1             | 74        | 2         |